# ChaosTCG おれよめラジオ
ChaosTCG おれよめラジオ（カオスティーシージーおれよめラジオ）はHiBiKi Radio Stationと音泉で配信されているインターネットラジオ番組。トレーディングカードゲームの『ChaosTCG』に関連した番組。
パーソナリティは漫画家兼脚本家の是空とおると声優の小清水亜美。

## パーソナリティ
- 是空とおる
- 小清水亜美（2009年10月6日 - 2014年9月30日）

旧パーソナリティ
- 橘田いずみ（2009年3月31日 - 2009年9月1日）

## 番組概要
- 2009年5月5日、「Dream Party東京2009 春」にて公開放送が行われた。
  - パーソナリティ：是空とおる、ジョイまっくす、Suara （尚、橘田いずみはお休み）
  - 公開放送の模様は、2009年5月12日配信。
- 2009年6月21日、「ブシロードカードフェス2009地区決勝大会 in 大阪」にて公開放送が行われた。
  - パーソナリティ：是空とおる、橘田いずみ、K.バッジョ
  - 公開放送の模様は、2009年7月7日配信。
- 2009年7月28日配信分は、橘田いずみがお休み。
- 2009年8月マンスリーアシスタントとしてThe マッシュが参加。
- 2009年9月1日配信分にて、橘田いずみが番組を卒業。
- 2009年10月6日配信から、小清水亜美がパーソナリティを務める。
- 2011年3月29日配信分から、毎週配信から隔週配信となる（東日本大震災の影響であると番組内で説明されていた）。
- 2011年6月21日配信分から、本編終了後に是空とおるとThe マッシュによるミニ番組『ガチよめ ハードコア』が開始。
- 2011年10月11日配信をもって隔週配信が終了し、10月20日配信分から毎週配信に戻る。
- 2013年5月7日配信分をもって200回を迎え、当配信分と5月14日配信分は、是空の家で収録が行われた。
- 2013年12月17日配信分、是空が初めて番組を休んだ。
- 2014年1月14日は『ガチよめ ハードコア』スペシャルを行った。

### 配信日など
HiBiKi Radio Station
- 毎週火曜日更新
- 放送：2009年3月31日 - 2014年9月30日

音泉
- 毎週水曜日更新
- 放送：2009年4月1日 - 2014年10月1日

### テーマソング
OPテーマ
- 「フレンズ」（Suara）#??-#??、#272
- 「Beautiful Blaze」（栗林みな実）#??-#271

EDテーマ
- 「Liberty」（いとうかなこ）#??-#??、#272
- 「Another Heaven」（いとうかなこ）#??-#271

## 番組コーナー

### 現在のコーナー
ふつおた！
いわゆる『普通のお便り』。番組の紹介ページ及びメールフォームには『！（感嘆符）』が表記されている。頻繁にゲストが来る都合上、それほどウェイトを占めない。隔週配信の頃はゲストがほとんど来なかった為、ふつおたのウェイトが増えた。
ゲストへのお便り
ゲストが来たとき、ふつおたの代わりとなるコーナー。主にゲストの出演作（ChaosTCGに参戦したアニメ・ゲーム作品）にまつわる話をするが、それ以外の話題もある。コーナーの最後には、ゲストが気に入ったChaosTCGのカードを1枚選んでゲストのサインを入れ、『おれよめカード』としてリスナーにプレゼントしているが、ゲストの出演作のカードがまだ一般発売が開始されていない場合、ゲストが出演していない他作品のカードの中から選ぶ事も少なくない。主に、初登場のゲストに多く見られる現象で、2回目以降の出演となるゲストは自分の出演作のカードを確実に選ぶ事が出来る。
おれよめポーカー
毎回カオスのトライアルデッキかブースターパックの1つのタイトルから、キャラカードとエクストラカードを使用して、ポーカーの要領で対決するコーナー。手札の役はアタックとディフェンスの数字、キャラクターの絵柄を使用する。アタックやディフェンスの数字を使用して普通の役にするのはもちろん、「キャラクターの特徴」や「属性」などを使用しての役の構成をするのも可能。手札のチェンジは1回のみ。最終的な判定はスタッフがする。対決は3回戦行い、2勝した方が1ポイント獲得できる。また、3勝（全勝）すると3ポイント獲得できる。
Chaos講座→魁！カオス塾
ChaosTCGを実際にプレイするコーナー。第一戦は、教えてもらう立場の小清水が、講師である是空に勝利している。第二戦も小清水が是空を圧倒したが、小清水がターン開始時に山札から手札にカードを加える事が出来ず（＝山札が0枚になってしまい）、是空が逆転勝利した。2012年10月から、発売前後の最新タイトルから小清水が気になったカードを是空が説明するコーナーになった。
Chaosインフォメーション
ChaosTCGに関連した情報を告知するコーナー。トピックスを小清水が読み、詳細を是空が説明する。
ガチよめ ハードコア
番組終了後のミニ番組で、是空とTheマッシュが出演。小清水は出演しない。ChaosTCGのゲーム内容について深く掘り下げる、ハードコアなトークを展開する。なお、マッシュが本編に出演している場合や特別企画を放送しているときは、このコーナーが無いことがある。

### 終了したコーナー
カオスクイズ・21
豆知識博士・ゼクやんの「あっ、それ、ダウト!」
Chaosニュース
おれよめランキングバトル・ザ・ベスト5！
限られた選択肢の中から『一番テーマにふさわしいと思うもの』を事前に集計し、それを是空と小清水が答えるコーナー。1位を当てれば1ポイント獲得。先に10ポイント獲得した方にはご褒美がある。最初は株式会社ブシロードの社員を対象にアンケートを集計していたが、後にリスナーに理由と併せてメールを募集するコーナーになった。ちなみに、答えとなる5つの選択肢は、いずれもテーマに対する答えとしてふさわしくないものばかりというコーナーだった。また、第99回・100回は、『おれよめランキングバトル・ザ・ベスト5！』で勝利した小清水へのご褒美と小清水の誕生日祝いと番組の100回記念を祝い、是空のおごりで食事をするという番組内容だった。メニューは事前の放送で『すき焼き』に決定。番組中では、『あみっけランキングバトル・ザ・ベスト5！』と称した企画が行なわれた。小清水以外の3人（是空とおる、ジョイまっくす、栗林みな実）がランキングを当てるという内容で、小清水は自由に食べられる。なお、小清水の一存で栗林に対しては非常に甘いジャッジが下された。
激闘！おれよめバトル
『おれよめランキングバトル・ザ・ベスト5！』から引き継がれたコーナー。毎回ひとつのテーマについて、小清水と是空が「おれのよめ」となるのにふさわしいと思われる良い部分を挙げていき、どちらがより説得力があるのかを競う。1回戦は1ポイント、2回戦は2ポイント、3回戦は3ポイントで、多くポイントを取った方の勝利。リスナーからはお題を募集する。ルールの性質上、引き分けになる事も多い。第1シーズンは是空が5勝した為、小清水にハンバーガーを奢ってもらう事になった。第2シーズンは小清水が5勝し、是空が高級うなぎを奢ることになった。ちなみに、Suaraとジョイまっくすも同席した。
おれよめ！アリーナメイキング！
『激闘！おれよめバトル』から引き継がれたコーナー。毎回ひとつのキーワードについて、小清水と是空がオフェンス（攻撃）とディフェンス（防御）に分かれて戦う。ディフェンスはキーワードから連想されるものを4つのカードに記入し、オフェンスは10回の攻撃の中でディフェンスのカードを当てる。当てられなかったカードはオフェンスの攻撃後、オープンされ、微妙なワードについては小清水と是空が話し合い、最終的にスタッフが判断する。攻撃と審議を経て、ディフェンスの残ったカードがポイントとなる。上限は30ポイントで、勝った方は負けた方に好きな食べ物を奢ってもらうことができる。2013年8月27日配信分までにお互いが29ポイントとなったため、この配信分は2試合行った。結果は31ポイントの同点となったが、是空が1試合多く行っていることと、是空の計らいにより小清水の勝利となり、9月2日配信分のご褒美決定企画で居酒屋に決定した。
おれよめゼリフ
小清水亜美やゲストに言って欲しいセリフを募集し、実際に言ってもらうコーナー。ゲストが来た場合、ゲストと小清水の掛け合いのセリフが聴ける事もある。なお、ここから派生した是空とおるの『おれぜくゼリフ』や、是空とおるが『金にまつわるセリフ』を言う『おれぜにゼリフ』などのコーナーも存在するが、メールフォームに存在するのは『おれよめゼリフ』のみ。コーナーとCMの間に挟まるような形で、番組内で数回に分けて行なわれる。

## ゲスト
かなり高い頻度でゲストを招くのが特徴の番組である。ただし、隔週更新の頃はゲストを招く頻度が低下していた。
また、年末年始はゲストを招き、忘年会・新年会を行なうのが恒例である。クイズやゲームを行い、正解やクリアすると食べ物が食べられるが、不正解や失敗すると「Chaosカード」という罰ゲームが書かれているカードを引き、カードに書かれている罰ゲームを行う。
現在、（いずれも番組で公言しているものに限るが）「おれよめファミリー」（レギュラー）に認定しているのは、「Suara」「ジョイまっくす」「栗林みな実」「いとうかなこ」「The マッシュ」。（4回以上出演している）準レギュラーに認定しているのは、「門脇舞以」「上原れな」。
ちなみに、番組の常連ゲストであるSuaraとジョイまっくすは共に出演回数を競い合っており、互いの出演回数を意識していて、2014年1月現在、Suaraは23回、ジョイまっくすは29回で、ジョイまっくすがリードしている。なお、Suaraのコメント出演は出演回数にカウントされないと番組内で明言されている。
2009年
- #1（4月7日配信分） - いとうかなこ
- #2（4月14日配信分） - ジョイまっくす
- #4（4月28日配信分） - Suara
- #5（5月5日配信分） - Suara、ジョイまっくす
- #6（5月12日配信分） - Suara
- #7（5月19日配信分） - Suara
- #8（5月26日配信分） - 小清水亜美
- #10（6月9日配信分） - かわしまりの
- #12（6月23日配信分） - 上原れな
- #13（6月30日配信分） - Suara
- #14（7月7日配信分） - K.バッジョ
- #15（7月14日配信分） - 芹園みや
- #16（7月21日配信分） - 乃嶋架菜
- #17（7月28日配信分） - 名塚佳織
- #18（8月4日配信分） - The マッシュ、ジョイまっくす
- #19（8月11日配信分） - The マッシュ、ジョイまっくす
- #20（8月18日配信分） - The マッシュ
- #21（8月25日配信分） - The マッシュ、Suara
- #23（9月8日配信分） - The マッシュ
- #24（9月15日配信分） - 桜川未央、青葉りんご
- #25（9月22日配信分） - 榎本温子
- #28（10月13日配信分） - 喜多村英梨（小清水亜美をパーソナリティに迎えての最初のゲスト）
- #31（11月3日配信分） - 上原れな
- #32（11月10日配信分） - 伊藤かな恵
- #34（11月24日配信分） - 榊原ゆい
- #36（12月8日配信分） - 高橋美佳子
- #38（12月22日配信分） - Suara、ジョイまっくす
- #39（12月29日配信分） - Suara、ジョイまっくす

2010年
- #41（1月12日配信分） - 柚木涼香
- #43（1月26日配信分） - 門脇舞以 （おれよめカードの他にも、門脇の厚意でリスナープレゼントが用意された）
- #47（2月23日配信分） - ジョイまっくす、いとうかなこ
- #48（3月2日配信分） - ジョイまっくす、いとうかなこ
- #49（3月9日配信分） - 後藤邑子
- #51（3月23日配信分） - 美郷あき
- #54（4月13日配信分） - 今井麻美
- #55（4月20日配信分） - 宮崎羽衣
- #58（5月11日配信分） - 原田ひとみ
- #60（5月25日配信分） - 浅野真澄（この出演が縁で、一騎当千のwebラジオに是空が出演し、浅野と生天目仁美に高級中華を奢る事になった）
- #62（6月8日配信分） - 遠藤綾
- #64（6月22日配信分） - Suara
- #65（6月29日配信分） - 喜多村英梨
- #68（7月20日配信分） - 高橋美佳子
- #69（7月27日配信分） - 門脇舞以
- #73（8月24日配信分） - 加藤英美里
- #75（9月7日配信分） - 小清水亜美、門脇舞以（是空の誕生日を祝う為に、『是空とおるが1人でパーソナリティ』をするという扱いで、小清水がゲストとして登場した。その後、門脇がサプライズゲストとして登場した。門脇の出演は3度目）
- #77（9月21日配信分） - 斉藤佑圭
- #79（10月5日配信分） - 本多真梨子
- #81（10月19日配信分） - 堀中優希、富樫美鈴（富樫は事前告知では来る予定ではなかったが、急遽出演が決定した。これにより、『生徒会の一存』のメインヒロイン4人を演じる声優全員がゲスト出演した）
- #84（11月9日配信分） - 理多(Rita)
- #90（12月21日配信分） - 野水伊織（是空から『そらのおとしものの出演キャストの中で、誰にゲストに来て欲しい？』と問われた小清水が、真っ先に野水の名前を挙げたことによるブッキングである事を番組内で明言していた）
- #91（12月28日配信分） - Suara、ジョイまっくす

2011年
- #92（1月4日配信分） - Suara、ジョイまっくす
- #93（1月11日配信分） - 美名
- #97（2月8日配信分） - 民安ともえ（番組初のChaosTCGを実際にプレイしているゲスト。その後、ChaosTCGのイベントにも数多く出演している）
- #99（2月22日配信分） - 栗林みな実、ジョイまっくす
- #100（3月1日配信分） - 栗林みな実、ジョイまっくす
- #101（3月8日配信分） - 津田朱里
- #103（3月22日配信分） - 力丸乃りこ
- #104（3月29日配信分） - いとうかなこ
- #107（5月10日配信分） - 橋本みゆき
- #108（5月24日配信分） - Suara
- #109（6月7日配信分） - Suara（オープニングに乱入という形で出演）
- #110（6月21日配信分） - The マッシュ（Chaos講座に出演）、ジョイまっくす（エンディングに乱入という形で出演）
- #111（7月5日配信分） - ジョイまっくす
- #120（10月25日配信分） - Suara
- #123（11月15日配信分） - 磯村知美
- #125（11月29日配信分） - すーぱーそに子（番組初の『キャラクター名義』でのゲスト）、ジョイまっくす（本来はゲストに来る予定は無かったが、自社のキャラクターであるすーぱーそに子に付いて来た）
- #127（12月13日配信分） - 民安ともえ
- #128（12月20日配信分） - 徳井青空（ガチよめハードコアのコーナーに飛び入りゲストとして出演）
- #129（12月27日配信分） - 新谷良子、ジョイまっくす（忘年会パーティー。例年のレギュラーであるSuaraは、ライブの為に音声コメントのみの出演）

2012年
- #130（1月3日配信分） - 新谷良子、ジョイまっくす（新年会パーティー。忘年会からの続きである）
- #131（1月10日配信分） - 新谷良子、ジョイまっくす（同上）
- #134（1月31日配信分） - 浅川悠
- #138（2月28日配信分） - 上原れな
- #139（3月6日配信分） - Suara、上原れな
- #141（3月20日配信分） - 園崎未恵
- #142（3月27日配信分） - いとうかなこ
- #143（4月3日配信分） - 理多(Rita)
- #144（4月10日配信分） - 大橋歩夕
- #146（4月24日配信分） - 門脇舞以（4度目のゲスト出演。これにより、番組内で『準レギュラー』として認定された）
- #149（5月16日配信分） - 阿澄佳奈
- #150（5月22日配信分） - Suara、津田朱里
- #151（5月29日配信分） - Suara（正式なゲストではなく、OPにサプライズ的な出演をした）
- #153（6月12日配信分） - 日高里菜（『あの夏で待ってる』で自身が演じるキャラ『りのん』がキャラクターカードでない事に対して、ChaosTCGのプロデューサーである是空に直談判した）
- #154（6月19日配信分） - 生天目仁美
- #156（7月10日配信分） - 美郷あき
- #158（7月17日配信分） - The マッシュ（番組が正式に呼んだ、初の男性ゲスト）
- #160（7月31日配信分） - The マッシュ
- #162（8月14日配信分） - きただにひろし（ジョイまっくすの性別は『オメス』である為、声優以外の男性ゲストとしては初）
- #164（8月28日配信分） - 大坪由佳
- #167（9月18日配信分） - The マッシュ
- #168（9月25日配信分） - Suara、ジョイまっくす
- #169（10月2日配信分） - Suara、ジョイまっくす
- #170（10月9日配信分） - nao
- #173（10月30日配信分） - 生天目仁美
- #174（11月6日配信分） - 力丸乃りこ
- #177（11月27日配信分） - 野川さくら
- #179（12月11日配信分） - 民安ともえ（1年振り3回目の登場だが、番組では何故か2011年2月以来「1年9か月振り、2度目の登場」と言われている）
- #180（12月18日配信分） - 民安ともえ、The マッシュ（クリスマス＆忘年会パーティー）
- #181（12月25日配信分） - 民安ともえ、The マッシュ（同上）

2013年
- #182（1月1日配信分） - 栗林みな実、ジョイまっくす（新年会パーティー）
- #183（1月8日配信分） - 栗林みな実、ジョイまっくす（同上）
- #184（1月15日配信分） - 伊藤静
- #188（2月12日配信分） - 榊原ゆい
- #191（3月5日配信分） - 若林直美
- #194（3月26日配信分） - 徳井青空
- #196（4月9日配信分） - The マッシュ
- #198（4月23日配信分） - 津田朱里
- #200（5月7日配信分） - Suara、民安ともえ、The マッシュ、ジョイまっくす（上原れな、ミルキィホームズは音声コメントで出演）
- #201（5月14日配信分） - Suara、民安ともえ、The マッシュ、ジョイまっくす（浅野真澄、生天目仁美、寺川愛美は音声コメントで出演）
- #202（5月21日配信分） - いとうかなこ
- #204（6月4日配信分） - 門脇舞以
- #206（6月18日配信分） - 園崎未恵
- #210（7月16日配信分） - 内田彩
- #213（8月6日配信分） - 上原れな
- #214（8月13日配信分） - 寺川愛美
- #218（9月10日配信分） - ジョイまっくす
- #219（9月17日配信分） - ジョイまっくす
- #220（9月24日配信分） - 榊原ゆい
- #222（10月8日配信分） - 若林直美
- #223（10月15日配信分） - 上原れな
- #225（10月29日配信分） - 大本眞基子
- #226（11月5日配信分） - ジョイまっくす
- #227（11月12日配信分） - ジョイまっくす
- #229（11月26日配信分） - いとうかなこ
- #231（12月10日配信分） - 緒方恵美
- #234（12月31日配信分） - Suara、ジョイまっくす（忘年会パーティー）

2014年
- #235（1月7日配信分） - Suara、ジョイまっくす（新年会パーティー）
- #237（1月21日配信分） - 上原れな
- #239（2月4日配信分） - 山村響
- #269（9月2日配信分） - 榊原ゆい

- #272（9月23日配信分） - Suara、Theマッシュ、ジョイまっくすポコ
- #273（9月30日配信分） - Suara、Theマッシュ、ジョイまっくすポコ